# Raphionacme vignei
Raphionacme vignei är en oleanderväxtart som beskrevs av Eileen Adelaide Bruce. Raphionacme vignei ingår i släktet Raphionacme och familjen oleanderväxter. Inga underarter finns listade i Catalogue of Life.